# Julij Beltram
Julij Beltram (partizansko ime Janko), slovenski družbenopolitični delavec, * 5. marec 1913, Vogrsko, † 20. januar 1989, Ljubljana.

## Življenje in delo
Leta 1935 je postal član komunistične mladinske organizacije. Zaradi komunistične dejavnosti ga je italijanska fašistična oblast 1935. za dve leti konfinirala. Ko se je 1937. vrnil iz konfinacije, je deloval v skupini Pinka Tomažiča; istega leta je postal član Komunistične partije Italije. V začetku leta 1941 so ga fašisti mobilizirali v delavski bataljon in poslali na delo v Kalabrijo in na Sicilijo. Jeseni 1941 se je vrnil domov, se vključil v delovanje Osvobodilne fronte, sodeloval v sabotažnih akcijah in organiziral osvobodilno gibanje. Član Komunistične partije Slovenije (KPS) je postal 1942. in istega leta stopil v ilegalo. Decembra 1942. je postal sekretar okrožnega komiteja KPS Gorica, po kapitulaciji Italije pa so ga izvolili v narodnoosvobodilni svet za Primorsko Slovenijo, na tem mestu je delal do maja 1944. Od julija 1944 je bil inštruktor ter član oblastnega komiteja KPS, od septembra 1944 član izvršnega odbora OF in član Pokrajinskega narodnoosvobodilnega odbora za Slovensko primorje. Po koncu vojne je bil do 1947. sekretar okrožnega komiteja komunistične partije Julijske krajine za Goriško okrožje (Cona A) in od 1947. do 1955. sekretar centralnega komiteja komunistične partije Svobodnega tržaškega ozemlja ter podpredsednik Slovensko-italijanske antifašistične unije, nato od 1955. do 1959. član Izvršnega sveta Skupščine Ljudske republike Slovenije, član predsedstva Zveze združenj borcev za vrednote NOB Slovenije in član centralnega komiteja Zveze komunistov Slovenije ter poslanec Skupščine ljudske republike Slovenije. Napisal je več člankov in razprav ter tri knjige: Tukaj je Jugoslavija (COBISS),  Pomlad v Istri : Istrsko okrožje cone B Svobodnega tržaškega ozemlja 1947-1952 (COBISS) in Vogrsko v ogledalu časa. (COBISS) Za udeležbo v NOB je prejel partizansko spomenico 1941.